# Provinces de la république des Deux Nations

Les provinces de la république des Deux Nations vers 1620.

Une prowincja (pluriel : prowincje), ou province, était la plus grande division administrative de la Pologne, puis de la république des Deux Nations. L'histoire de ces « provinces » remonte à la période de la fragmentation de la Pologne (1138-1295) : la Petite et la Grande-Pologne étaient deux provinces non-contigües dont avait hérité le roi Casimir III en montant sur le trône, et à qui il avait octroyé des statuts particuliers (en) en 1347. Leur origine remontait au testament du roi Boleslas III Bouche-Torse, qui avait partagé la Pologne à sa mort en 1138 en plusieurs provinces. Au moment de l'union de Lublin en 1569, la République des Deux Nations en comptait trois :
- La province de Grande-Pologne (Prowincja wielkopolska), comprenant la Grande-Pologne proprement dite, la Prusse royale, la Mazovie et les voïvodies de Łęczyca et de Sieradz, la capitale provinciale étant Poznań ;
- la province de Petite-Pologne (Prowincja małopolska), comprenant la Petite-Pologne proprement dite, la Podlachie, la Ruthénie, la Volhynie, la Podolie, la voïvodie de Kiev, et la voïvodie de Czernihów, la capitale provinciale en étant Cracovie ;
- la province de Lituanie (prowincja litewska), comprenant la Lituanie proprement dite, la Samogitie, la Biélorussie, et la voïvodie de Smolensk, la capitale de la province étant Vilnius.

Les provinces de la Grande et de la Petite Pologne constituaient la « Couronne » (Korona), c'est-à-dire la « couronne du royaume de Pologne ». La province de Lituanie correspondait au grand-duché de Lituanie.
Une province, bien que plus vaste qu'une voïvodie, était beaucoup moins importante en termes de postes officiels et de pouvoir. En réalité, une province n'était qu'une unité administrative titulaire ; le véritable pouvoir appartenait aux voïvodies (et, dans une moindre mesure, aux ziemias).
Le terme de « province » (prowincja) n'a plus été utilisé pour désigner une partie de la Pologne indépendante depuis le troisième partage de la Pologne — contrairement à celui de ziemia, qui a lui été utilisé pour désigner certaines régions géographiques.